# Stazione di Madonna dell'Arco
La stazione di Madonna dell'Arco è una stazione della ferrovia Circumvesuviana, sita nel comune di Sant'Anastasia.
Si trova sulla ferrovia Napoli-Ottaviano-Sarno e trae il suo nome dall'omonimo quartiere del comune vesuviano.

## Strutture e impianti

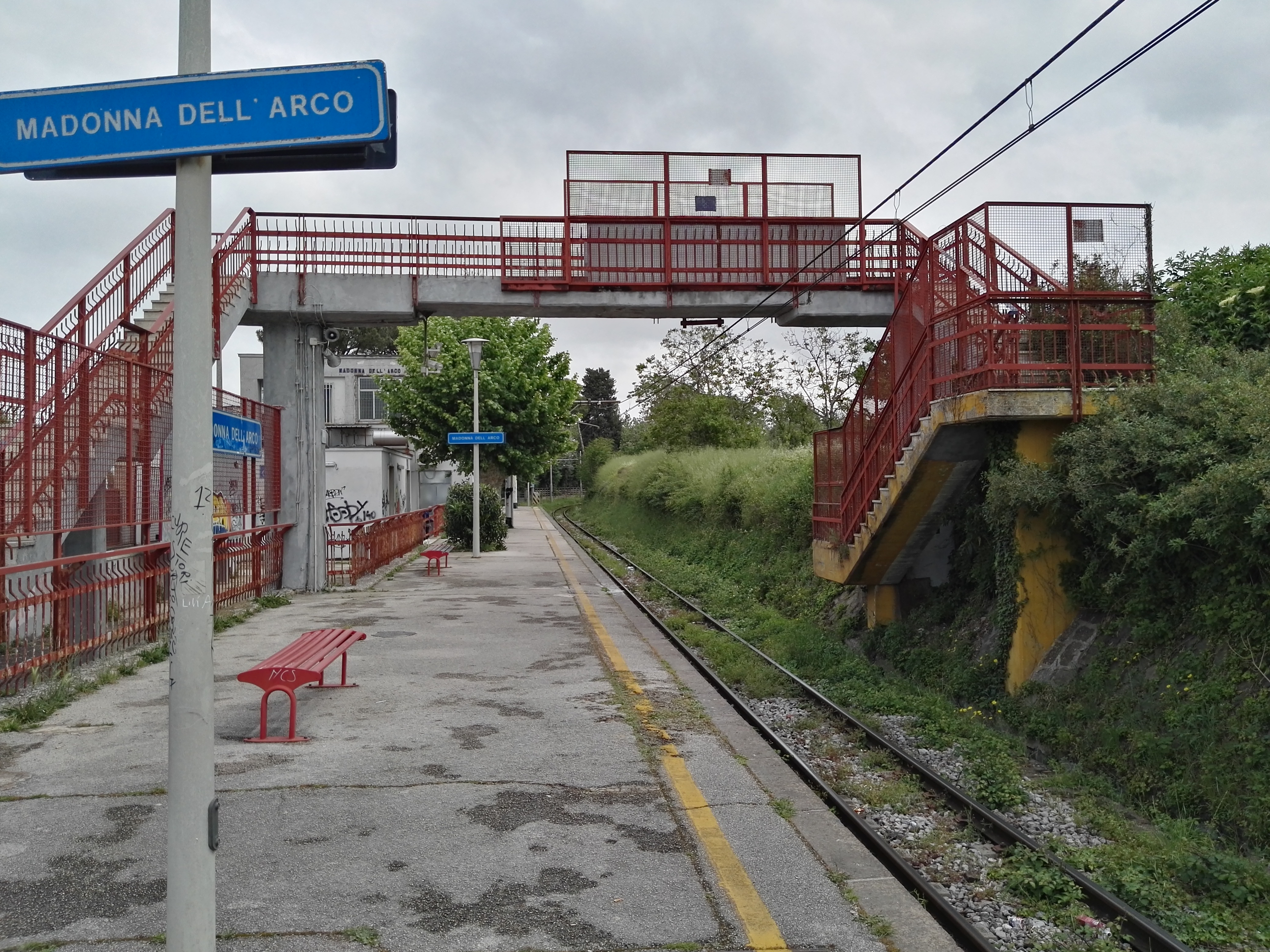
Fermata di Madonna dell'Arco - banchina e binario

L'immobile che ospita la stazione presenta al piano inferiore la biglietteria, oggi chiusa, nonché un'ampia sala d'attesa.
Il piano superiore è adibito ad abitazione civile.
La banchina è contigua all'unico binario passante.

## Movimento
Il traffico passeggeri è notevole sia per la popolosità della zona sia perché la stazione dista solo circa 150 metri dal Santuario della Madonna dell'Arco, meta di numerosi pellegrini.